# Marhamat
Marhamat (in russo Мархамат) è il capoluogo del distretto di Marhamat nella regione di Andijan, in Uzbekistan. Ha una popolazione (calcolata per il 2010) di 15.810 abitanti. La città si trova nella valle di Fergana, circa 40 km a sud di Andijan, nella parte meridionale della regione.